# Сєверний (Понировський район)
Сєверний (рос. Северный) — хутір в Понировському районі Курської області Російської Федерації.
Населення становить 47 осіб. Входить до складу муніципального утворення Первомайська сільрада.

## Історія
Населений пункт розташований на території українського етнічного та культурного краю Східна Слобожанщина.
Від 2004 року входить до складу муніципального утворення Первомайська сільрада.

## Населення
| 2010 |
| ---- |
| 47   |